# Розенталь, Давид Август

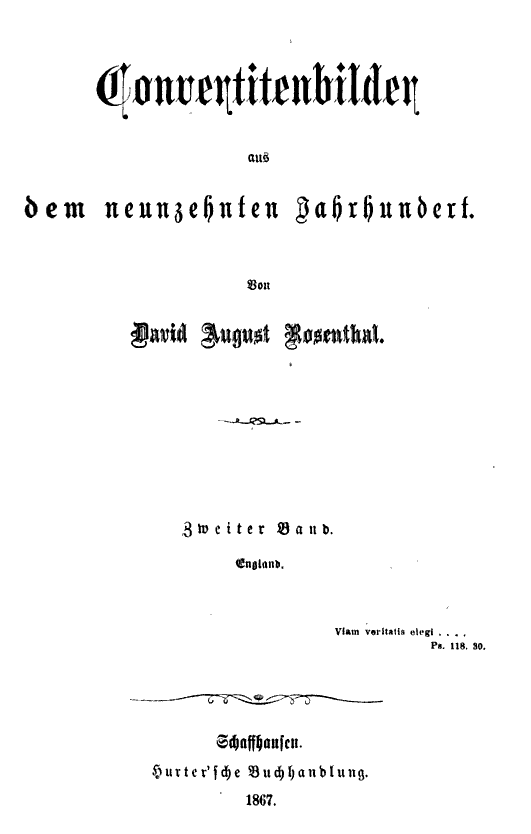
Титульная страницы труда Convertitenbilder aus dem neunzehnten Jahrhundert

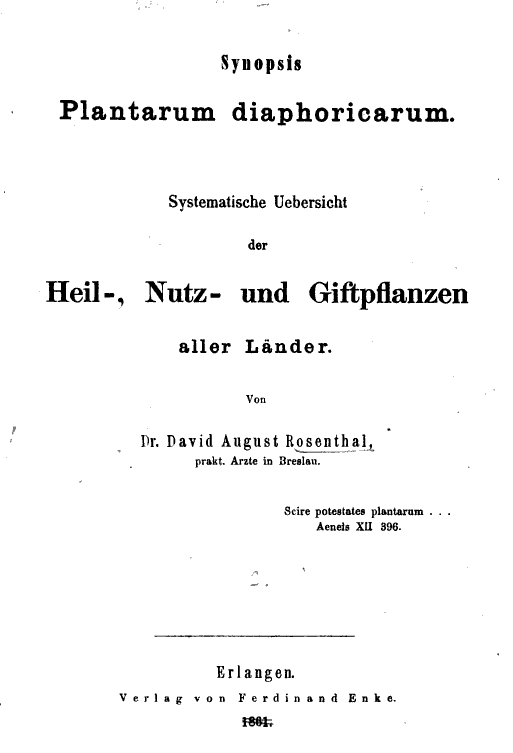
Титульная страницы труда Synopsis plantarum diaphoricarum

Давид Август Розенталь (16 апреля 1821, Найссе, Силезия (ныне Ныса (Польша)— 29 марта 1875, Бреслау (ныне Вроцлав, Польша) — немецкий врач, писатель, публицист, ботаник еврейского происхождения. Доктор медицины.

## Биография
Изучал медицину в университете Бреслау, где в 1845 году защитил докторскую диссертацию. Затем работал в качестве врача в больницах г. Кемпно, с 1846 по 1850 — в Ландсберге, Верхняя Силезия (ныне Гожув-Слёнский) и в г. Олава. Боролся с эпидемией дизентерии, о которой позже написал трактат.

## Творчество
Кроме медицинской деятельности, Розенталь занимался литературным творчеством, в первую очередь, в религиозной области.
Перу Д. Розенталя принадлежит выдержавшее много изданий сочинение «Convertitenbilder aus dem 19 Jahrhundert» (в 5 томах, 1865—1870), включающее биографии всех выдающихся евреев и протестантов, перешедших в XIX веке в католическую веру. Книга Розенталя является дополнением к известному труду De le Roi «Geschichte der evangelischen Juden-Mission». Ныне труд Розенталя является ценным источником биографий многих личностей, в частности, в Германии, Австрии, Франции, Англии, России и США.
Сам Д. Розенталь в 1851 году принял католичество.
Занимался исследованиями творчества поэта Ангелуса Силезиуса (1624—1677), в 1862 опубликовал в 2 томах его произведения.
Кроме того, Д. Розенталь проводил исследования в области ботаники и опубликовал ряд статей в журналах. Его двухтомная работа «Synopsis plantarum diaphoricarum» содержит систематический обзор лекарственных, полезных и ядовитых растений многих стран.